# Douane (Suriname)
De  Douane, voluit Korps Douane Suriname, is een Surinaamse overheidsinstelling die toezicht houdt op de heffing van invoerrechten.
De Douane Suriname werd op 1 januari 1864 opgericht en maakte deel van de op hetzelfde moment opgerichte Actieve Dienst der Belastingen. Na de Tweede Wereldoorlog werden de indirecte belastingen (zoals invoerrechten) en directe belastingen opgesplitst. De douane viel sindsdien onder de Controle der Invoerrechten en Accijnzen. De naam hiervan werd in de jaren 1970 gewijzigd in de Inspectie der Invoerrechten en Accijnzen. Begin 21e eeuw is de Douane een hoofdafdeling van de Surinaamse belastingdienst, en daarmee deel uit van het ministerie van Financiën.
Douaneambtenaren werken op diverse plaatsen, zoals op kantoor en buiten, langs grenzen en in (lucht)havens. In de 21e eeuw krijgen uitdagingen als globalisatie en informatietechnologie een steeds belangrijkere rol bij het korps. Ambtenaren van de douane zijn georganiseerd in de Douanebond en de Bond bij de Ontvanger der Invoerrechten en Accijnzen.